# Теодосій Тит Галущинський
Теодо́сій Тит Галущи́нський (13 квітня 1880, Бучач, нині Тернопільська область, Україна — 31 серпня 1952, Мондер, Канада) — український греко-католицький ієромонах-василіянин, доцент Львівського університету, ректор Львівської духовної семінарії, архімандрит Чину святого Василія Великого. Доктор теології (1906 р.).

## Біографія

### Дитинство і ранні роки
Тит Галущинський народився 13 квітня 1880 року в м. Бучачі (нині Тернопільська область, Україна, тоді Королівство Галичини та Володимирії, Австро-Угорщина) в сім'ї греко-католицького священника о. Миколи Галущинського, який служив сотрудником (помічником пароха) в Бучачі. 1882 року батька перевели в село Звиняч Чортківського повіту, де він був парохом до смерті в 1923 році. Отець Микола Галущинський був високоосвіченим священником, говорив кількома європейськими мовами, добре знав суспільні рухи тогочасної Європи, кілька разів кандидував на посла до Галицького сейму. З цієї сім'ї походять: сенатор і голова «Просвіти» Михайло Галущинський, голова «Рідної школи» професор Іван Галущинський, адвокат Микола Галущинський. Дочка Миколи Галущинського Степанія була дружиною о. доктора Івана Фіґоля — викладача Львівської духовної семінарії.
Народну (вселюдну) школу і перші класи гімназії Тит закінчив у Бучачі під проводом отців Василіян; у вищих класах навчався в Тернополі, де 1899 року склав матуру з відзнакою; здобув стипендію на університетські студії. Після того записався на філософсько-богословський факультет у Львові, вступив до Львівської духовної семінарії як семінарист від Станиславівської єпархії.
Перший і другий рік філософсько-богословських студій закінчив у Львові, де, крім лекцій філософії і богослов'я, слухав також виклади української історії і літератури у професорів Михайла Грушевського і Кирила Студинського. Під час сецесії українських студентів Львівського університету Тит як відпоручник студентів теології брав участь у протестній делегації до міністерства, тому на дальші студії був змушений виїхати до Відня. Там він закінчив свої студії в богословському інституті святого Августина і в серпні 1904 року прийняв священицькі свячення з рук станиславівського єпископа Григорія Хомишина в церкві отців Василіян у Бучачі. На свяченнях був присутній, серед інших, пізніший перший єпископ українців у США Сотер Ортинський, ЧСВВ. Після рукоположення о. Тит виїхав на дальші студії богослов'я до Фрібура (Швейцарія), наступного навчального року перевівся до Інсбрука. Там здобув ступінь доктора теології на підставі захисту дисертації «Взаємини між слов'янами і Візантією у X столітті».
Після навчання повернувся на батьківщину, впродовж короткого часу був катехитом у Коломиї. Після відкриття в 1906 році в Станиславові нової духовної семінарії призначений викладачем Старого Завіту і префектом семінаристів. Тут заприятелював із другим префектом — пізнішим Перемишльським єпископом о. Йосафатом Коциловським.

### Вступ до Василіянського Чину
Ректором нововідкритої семінарії в Станиславові був о. Єремія Ломницький, ЧСВВ, який під час Першої світової війни помер на засланні в Симбірську. Під впливом аскетизму о. Єремії обидва префекти, о. Тит Галущинський і о. Йосиф Коциловський, вступили на новіціат отців Василіян у Крехові (одним з учителів був о. Микола Лиско).
На новіціяті о. Тит отримав монаше ім'я Теодосій. Під час новіціяту відзначався добрим прикладом, зокрема любов'ю до молитви. Після новіціату о. Теодосій два роки викладав Святе Письмо і моральне богослов'я для василіянських студентів у Кристинопільському монастирі. 1913 року настоятелі вислали о. Теодосія до Рима на духівника Української папської колегії святого Йосафата. У Римі він одночасно навчався в Папському біблійному інституті. 1915 року, з причини війни між Австрією та Італією, був змушений повернутися до Львова, де габілітувався на доцента місцевого університету на підставі археологічно-біблійної дисертації «De exordiis urbis Babel». Як доцент, викладав Святе Письмо у Львівському університеті, а також брав участь в австрійській науковій експедиції до Малої Азії. Коли поляки зайняли Галичину, о. Теодосій на знак солідарності з іншими українськими професорами відмовився від доцентури. У 1919–1920 роках видавав католицький часопис «Нова Рада», який згодом закрила польська влада.
1920 року обраний генеральним радником Василіянського Чину, 1926 році — на другу каденцію.

### Ректор Львівської духовної семінарії
У повоєнні роки, на прохання митрополита Андрея Шептицького, василіяни перебрали провід Львівської духовної семінарії, її ректором 1920 року призначено о. Теодосія Галущинського. У цей період він відзначився великим педагогічним та організаційним хистом. Семінарію потрібно було відбудовувати після війни. Більшість семінаристів були колишніми вояками і старшинами, тому серед них важко було налагодити семінарійну дисципліну. З кожним семінаристом ректор старався часто проводити індивідуальні розмови, внаслідок чого йому вдалося здобути авторитет і довіру серед студентів.
Під час свого ректорства (1920–1927) у 1923 році о. Т. Галущинський заснував Богословське наукове товариство у Львові і був його першим головою. Під його проводом Товариство почало видавати квартальник «Богословія», першим редактором якого був о. Йосиф Сліпий — пізніший Глава УГКЦ.

### Останні роки і смерть
Після ректорства настоятелі Василіянського Чину призначили о. Теодосія ігуменом монастиря святого Онуфрія у Львові. Тут він також проявив широку організаційну діяльність: організував релігійне товариство святого Йосифа для українських дівчат-служниць, був духівником найбільшої Марійської Дружини Пань у Львові, проводив реколекції священикам, монахам і монахиням, проповідував місії для народу, продовжував викладати Святе Письмо у Львівській духовній семінарії. Став співзасновником часописів «Нова зоря», «Правда» і «Добрий Пастир» (був першим редактором останнього).
У 1931 році о. Теодосія вдруге призначили духівником Папської колегії святого Йосафата в Римі, а також членом кодифікаційної комісії східного канонічного права. У 1946 році його обрали генеральним консультором Чину, а 11 червня 1949 року Апостольський Престол іменував о. Теодосія архімандритом (головним настоятелем) цілого Василіянського Чину, радником Конгрегації Східної Церкви.
Архімандритство Галущинського припало на нелегкий для Василіянського Чину період. Це були повоєнні роки переслідувань Греко-Католицької Церкви в Україні. Василіянський Чин, як і вся УГКЦ, втратили свій легальний статус у Галичині, і їхні організаційні структури частково перестали існувати. Лише у країнах Західної Європи, Північної та Південної Америки діяльність василіян могла розвиватися. Головний осідок архімандрита був у Римі, куди його перенесли 1932 року, а Чин поділили на провінції. Діяльність о. Т. Галущинського як архімандрита мала переважно організаційно-адміністративний характер. Особливу увагу він звертав на видавничу діяльність. З його ініціативи о. Теодосія, а також протоконсультора Чину о. Гліба Кінаха, було відновлено науковий часопис «Записки ЧСВВ», заснований 1924 року о. Йосафатом Скрутенем. Редагування журналу доручено о. Атанасію Великому.
Як головний настоятель Чину, 9 червня 1952 року о. Теодосій прибув до Канади, щоб у місцевій василіянській провінції Пресвятого Серця Ісусового провести канонічну візитацію монастирів та взяти участь у ювілейних святкуваннях. Під час канонічного огляду він побував у центральній та східній частині Канади, відвідав василіянські монастирі у Монреалі, Едмонтоні й Мондері, де провів реколекції для єпархіального духовенства. Там само архімандрит організував реколекції для монахів-василіян, але їх не завершив, оскільки несподівано помер внаслідок інфаркту міокарда 31 серпня 1952 року. Похований у Мондері на чернечому цвинтарі отців Василіян.

## Науковий і письменницький доробок
Крім педагогічної, викладацької та організаційної праці, о. Теодосій був автором кількох наукових та науково-популярних творів. Його найважливіші наукові роботи: «De exordiis urbis Babel» — Про початки міста Вавилону, 1917; «Значіння св. Письма в проповідництві», 1922; «Історія Біблійна», 3 томи, науково-популярне видання, 1922—1930; «De ucrainis S. Scripturae versionibus» — Про українські переклади Святого Письма, 1925, «Думка і наука Церкви в питаннях літургічної мови», 1929; «Апостольські покликання в Євангеліях», 1932; «Acta Innocentii PP. III», 1944 (критичне видання документів папи Інокентія III, які стосуються справ Східних Церков. Крім того, підготував до друку аналогічне зібрання документів папи Інокентія IV, яке згодом видав о. М. Войнар, ЧСВВ. 1946 року видав переклад Євангелій українською мовою. Крім того, видав збірку проповідей під назвою «Недільний дзвін», десятки брошур, написав сотні статей в українських, німецьких, французьких, італійських газетах і журналах.

## Цікаві факти
У травні 1916 року ієромонах Т. Галущинський, користуючись знайомством свого батька з Іваном Франком, намагався переконати останнього прийняти перед смертю святе таїнство сповіді, що йому майже вдалося, але він не встиг уділити йому це святе таїнство, тому що наступного дня Франко помер[?].